# Morena

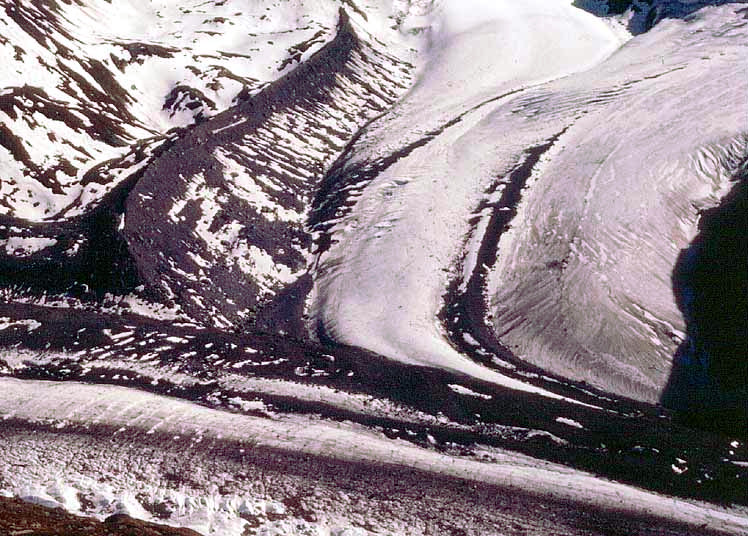
Morena laterale nel ghiacciaio del Gorner a Zermatt, Svizzera.

La morena è una particolare forma di accumulo di sedimenti, costituito dai detriti rocciosi trasportati a valle o ai bordi dal lento ma incessante moto di scivolamento per gravità di un ghiacciaio.
I sedimenti che costituiscono le morene, chiamati till (o tillite se consolidati), sono caratterizzati da:
- assenza di classazione,
- forte eterogeneità nella dimensione dei clasti, spesso costituiti da detriti ghiaiosi a spigoli vivi, annegati in un'abbondante matrice argillosa siltosa. Spesso nei depositi morenici sono presenti massi di dimensioni metriche, solitamente originati da accumuli sul ghiacciaio di frane rocciose provenienti da pendii sovrastanti o sui bordi laterali del ghiacciaio (detta anche estrazione).

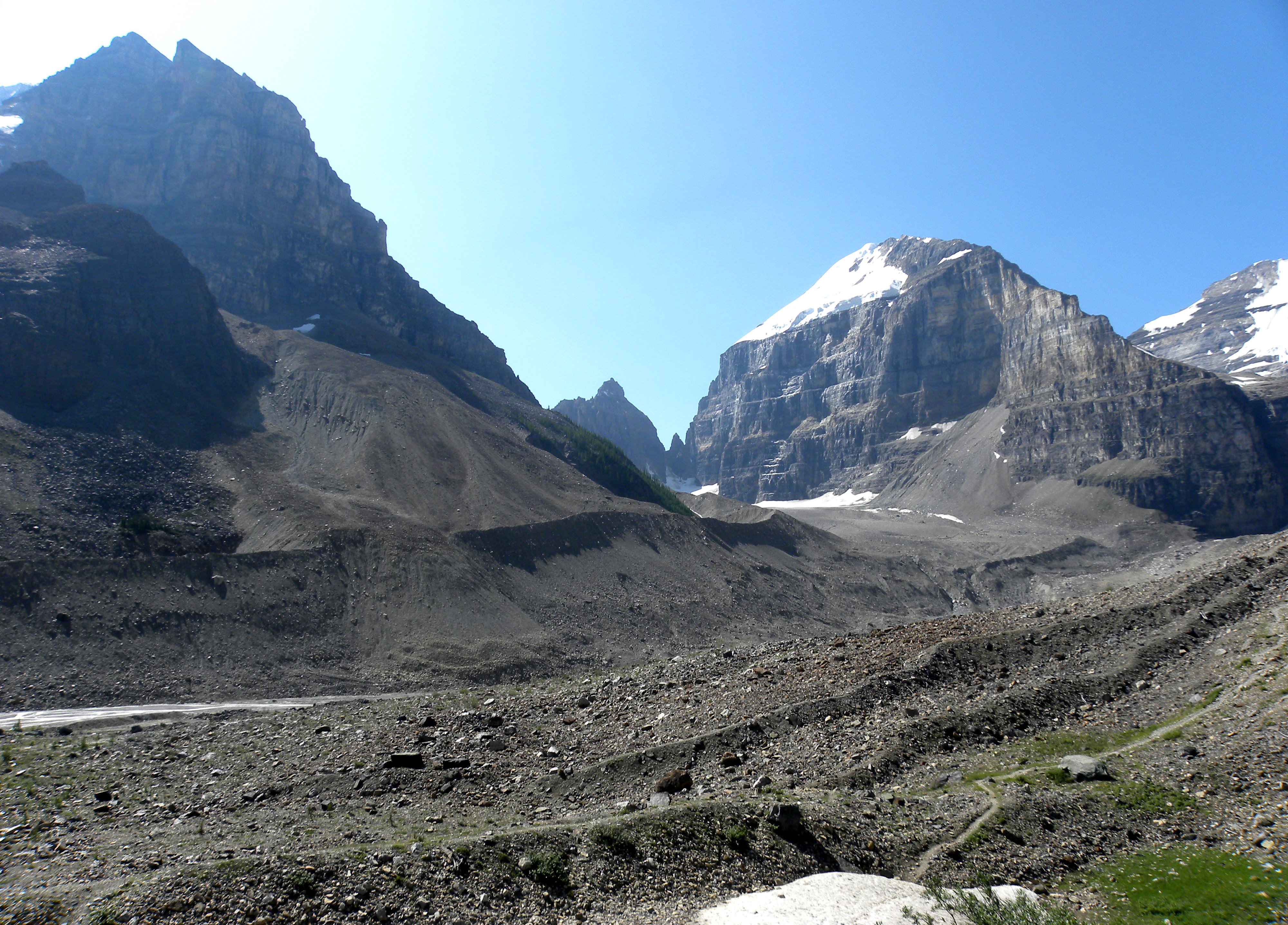
Morena laterale sopra il Lake Louise, nella provincia dell'Alberta, in Canada.

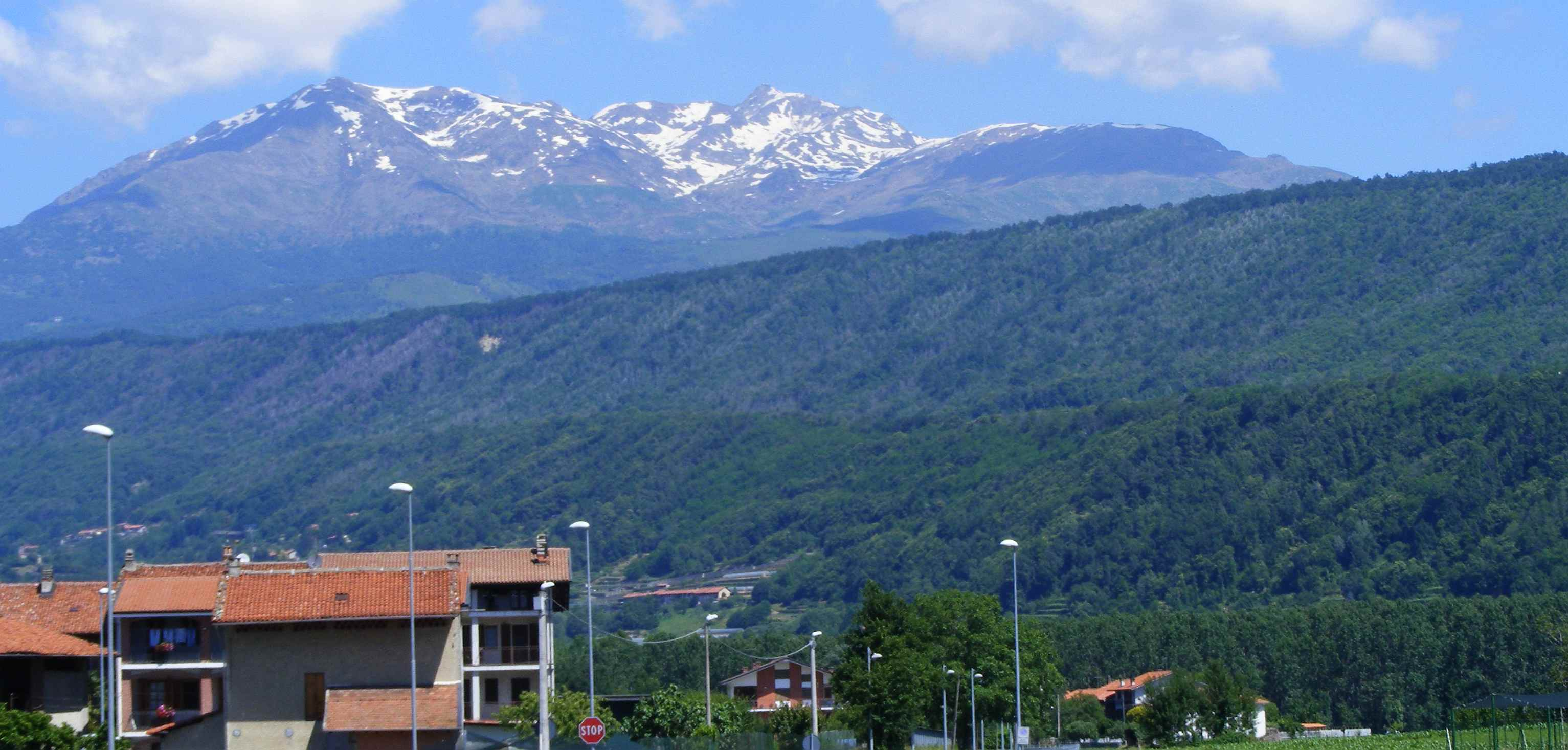
La Serra, morena lunga 25 km che chiude l'anfiteatro morenico di Ivrea, in Piemonte.

Le morene che si creano all'estremità del ghiacciaio hanno spesso la forma di un semicerchio e sono dette anfiteatro morenico.

## Tipi di morene
Si possono distinguere alcuni tipi di morene, in funzione della posizione del deposito rispetto alla morfologia del ghiacciaio:
- morene laterali, situate a fianco del ghiacciaio.
- morene mediane, situate alla confluenza di due ghiacciai.
- morene di fondo, formate da materiale trascinato dal ghiacciaio sul suo fondo.
- morene frontali, disposte davanti alla lingua, tipicamente a forma di anfiteatro.

## Nivomorene
Simili alle morene, sono forme, generalmente di minori dimensioni, causate dall'accumulo di detriti ai piedi di glacio nevati, nevai o di accumuli nevosi.

## Voci correlate

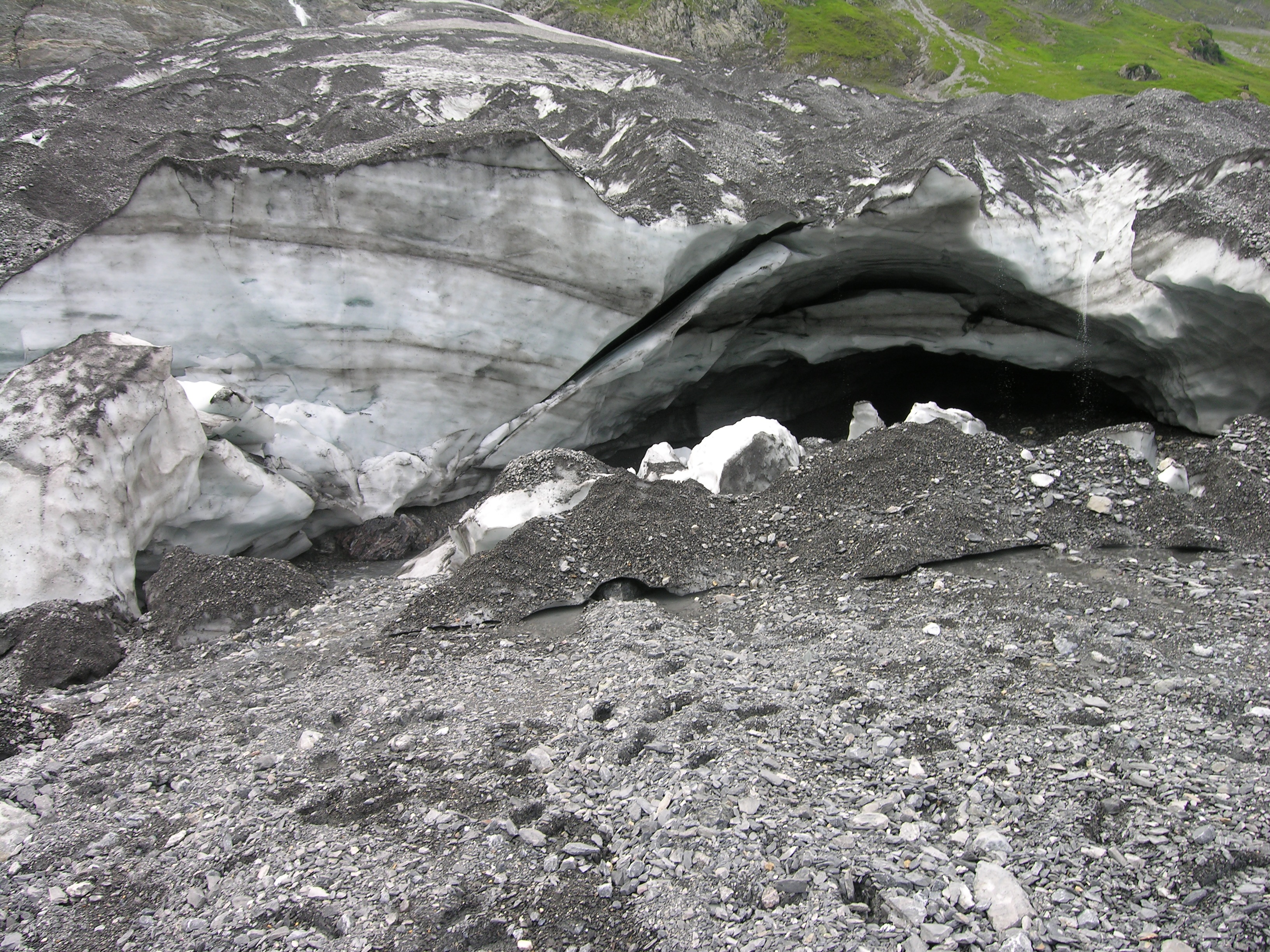
Parte terminale di un piccolo ghiacciaio, ricoperta da detrito morenico accumulatosi sulla sua superficie.

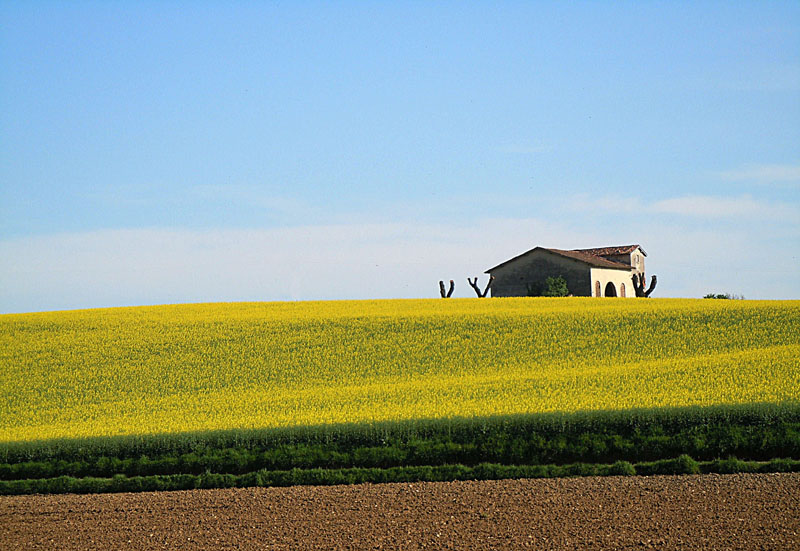
Colline moreniche del lago di Garda